# Ailurinae
Ailurinae підродина хижих ссавців із родини пандових. Містить 1 сучасний рід і 3 вимерлих.
Найдавнішим є рід Magerictis віком 16–17 мільйоноліть (середній міоцен), знайдений в Іспанії. Аналіз розподілу викопних решток Ailurinae у Євразії показує чітку кореляцію з поширенням лісів помірного поясу в часі. Від пізнього міоцену до раннього пліоцену Ailurinae швидко диверсифікувалися й поширилися по всій Євразії і навіть два роди досягли території Північної Америки. Морфологічні характеристики зубів цієї групи свідчать про те, що живий Ailurus є частиною лінії, яка рано відокремилася від інших викопних Ailurinae.

## Склад підродини
Ailurinae:
- †Magerictis Ginsburg, Morales, D. Soria, E. Herraez, 1997
  - †Magerictis imperialis
- Ailurus F. Cuvier, 1825
  - Ailurus styani Thomas, 1902
  - Ailurus fulgens F. Cuvier, 1825
- †Pristinailurus Wallace & Wang, 2004
  - †Pristinailurus bristoli
- †Parailurus Schlosser, 1899
  - †Parailurus hungaricus Kormos, 1935 – угорська панда
  - †Parailurus anglicus (Dawkins, 1888) – англійська панда
  - †Parailurus baikalicus Sotnikova, 2008 – байкальська панда
  - †Parailurus sp. (Sasagawa et al., 2003) – японська панда
  - †Parailurus sp. (Tedford & Gustafson, 1977) – американська панда
  - †Parailurus sp. (Morlo & Kundrát, 2001) – словацька панда

### Філогенія
Філогенетичне древо підродини Ailurinae

|  | Ailurus                                                       |
|  |                                                               |
|  | \| \| Pristinailurus \| \| \| \| \| \| Parailurus \| \| \| \| |
|  |                                                               |
|  | Pristinailurus                                                |
|  |                                                               |
|  | Parailurus                                                    |
|  |                                                               |

|  | Pristinailurus |
|  |                |
|  | Parailurus     |
|  |                |

|  | Ailurus                                                       |
|  |                                                               |
|  | \| \| Pristinailurus \| \| \| \| \| \| Parailurus \| \| \| \| |
|  |                                                               |
|  | Pristinailurus                                                |
|  |                                                               |
|  | Parailurus                                                    |
|  |                                                               |

|  | Pristinailurus |
|  |                |
|  | Parailurus     |
|  |                |